# Campo de Ledesma (Villaseco de los Reyes)
Campo de Ledesma es una localidad del municipio de Villaseco, en la comarca de la Tierra de Ledesma, provincia de Salamanca, comunidad autónoma de Castilla y León, España.

## Topónimo
No remite al actual valor predominante zona rural, que sería poco justificable en un contexto donde todo es rural; ha de entenderse más bien en el sentido, plenamente comprobado, de área desarbolada. Son muy abundantes las localidades salmantinas que llevan el nombre de Campo o Campillo. En la mayoría se hace transparente el matiz semántico alusivo a zona rasa y sin árboles. El topónimo se adapta por ello bien a los ruedos pelados que marcan la huella ecológica de las pequeñas ciudades. Campo de Ledesma ocupa una zona notoriamente desarbolada a poniente de la villa. Era famoso el Cazadero del Campo, descampado con mucha liebre, cerca de Campo de Ledesma, mencionado ya por Madoz. El Campo de Salamanca es comarca que en tiempos de Madoz correspondía a los descampados sin árboles situados al sur de la ciudad: «se titula así lo de la izq. del Tormes». También se llamaba El Campo, según Madoz, a un «territorio que comprende varios pueblos en la provincia de Salamanca, partido de Sequeros», quizás en la zona comprendida entre la Sierra Mayor y la Menor. Esta última comarca pervive como topónimo en el nombre de Herguijuela del Campo.

## Historia
La fundación de Campo de Ledesma se remonta a la Edad Media, obedeciendo a las repoblaciones efectuadas por los reyes leoneses en la Alta Edad Media.
Con la creación de las actuales provincias en 1833, Campo de Ledesma, aún como municipio independiente, quedó encuadrado en la provincia de Salamanca, dentro de la Región Leonesa.
Finalmente, en septiembre de 1971, mediante el Decreto 2463/1971, el hasta entonces municipio de El Campo de Ledesma quedó integrado en el de Villaseco de los Reyes, al que pertenece actualmente.

## Geografía humana

### Demografía
| Gráfica de evolución demográfica de EL Campo de Ledesma entre 1842 y 1970 |
| |
| Población de derecho según los censos de población del INE Población de hecho según los censos de población del INEEn este censo se denominaba El Campo: 1842 Entre el censo de 1857 y el anterior, crece el término del municipio porque incorpora a 375029 (Moscosa y Gusende) Entre el censo de 1981 y el anterior, este municipio desaparece porque se agrupa en el municipio 37370 (Villaseco de los Reyes) |

En 2021 Campo de Ledesma cuenta con una población de 8 habitantes, de los cuales 5 eran hombres y 3 mujeres. (INE 2017). Asimismo, el núcleo urbano de Campo de Ledesma, es decir, sin la población residente en las fincas o dehesas de su antiguo término, cuenta  con 8 habitantes en 2021 (5 hombres y 3 mujeres).
| Gráfica de evolución demográfica de Campo de Ledesma entre 2000 y 2017                   |
|                                                                                          |
| Fuente: Instituto Nacional de Estadística de España - Elaboración gráfica por Wikipedia. |

| Gráfica de evolución demográfica de Campo de Ledesma (núcleo urbano) entre 2000 y 2017   |
|                                                                                          |
| Fuente: Instituto Nacional de Estadística de España - Elaboración gráfica por Wikipedia. |